# Dungue Lima
Dungue Lima (né le 24 février 1984 à Sao Tomé-et-Principe) est un footballeur international santoméen. Il évolue au poste de gardien de but.

## Biographie

### En équipe nationale
Il reçoit sa première sélection avec l'équipe de Sao Tomé-et-Principe le 11 novembre 2011, contre le Congo (défaite 0-5). Cette rencontre rentre dans le cadre des éliminatoires du mondial 2014.